# Емилијано Пачеко (Сан Бартоломе Локсича)
Емилијано Пачеко (шп. Emiliano Pacheco) насеље је у Мексику у савезној држави Оахака у општини Сан Бартоломе Локсича. Насеље се налази на надморској висини од 1193 м.

## Становништво
Према подацима из 2010. године у насељу је живело 7 становника.

### Хронологија
| Година       | 2000 | 2005       | 2010 |
| ------------ | ---- | ---------- | ---- |
| Становништво | 12   | 15 (8 / 7) | 7    |

### Попис
| # | Индикатор                     | Вредност |
| - | ----------------------------- | -------- |
| 1 | Укупно домаћинстава           | 5        |
| 2 | Укупно насељених домаћинстава | 2        |
| 3 | Величина локације             | 1        |